# 2019 no ciclismo
Cronologia do ciclismo
2018 no ciclismo - 2019 no ciclismo - 2020 no ciclismo
A recompilação do ano 2019 no ciclismo.

## Por mês

### Março
- Do 15 a 20 de março : Campeonatos da África de ciclismo na Etiópia.

### Agosto
- Do 6 de agosto ao 11 de agosto : 25.ª edição do Campeonato Europeu de Ciclismo em Estrada em Alkmaar nos Países Baixos[1]

## Principais clássicos

### Monumentos
- Milão-Sanremo :  Julian Alaphilippe (Deceuninck-Quick Step)
- Volta à Flandres :  Alberto Bettiol (EF Education-First)
- Paris-Roubaix :  Philippe Gilbert (Deceuninck Quick-Step)
- Liège-Bastogne-Liège :  Jakob Fuglsang (Team Astana)
- Giro de Lombardia :  Bauke Mollema (Trek-Segafredo)

### Clássicos WorldTour maiores
- Omloop Het Nieuwsblad  :   Zdeněk Štybar (Deceuninck-Quick Step)
- Strade Bianche :  Julian Alaphilippe (Deceuninck-Quick Step)
- E3 BinckBank Classic :   Zdeněk Štybar (Deceuninck-Quick Step)

### Novas clássicas WorldTour
- Três Dias de Bruges–De Panne :  Dylan Groenewegen (Jumbo-Visma)

## Principais carreiras por etapas

### Paris-Nice
- Vencedor :  Egan Bernal (Team Sky)
- 2.º :  Nairo Quintana (Movistar)
- 3.º :  Michal Kwiatkowski (Team Sky)

### Tirreno-Adriático
- Vencedor :  Primož Roglič (Jumbo-Visma)
- 2.º :  Adam Yates (Mitchelton-Scott)
- 3.º :  Jakob Fuglsang (Team Astana)

## Campeonatos

### Carreira masculina
| Pos                              | Ciclista               | País          | Tempo           |
| -------------------------------- | ---------------------- | ------------- | --------------- |
|                                  | Mathieu van der Poel   | Países Baixos | +1 h 9 min 20 s |
| Medalha de prata, Copa do Mundo  | Wout Van Aert          | Bélgica       | +16 s           |
| Medalha de bronze, Copa do Mundo | Toon Aerts             | Bélgica       | +25 s           |
| 4.                               | Michael Vanthourenhout | Bélgica       | +50 s           |
| 5.                               | Laurens Sweeck         | Bélgica       | +1 min 1 s      |
| 6.                               | Lars van der Haar      | Países Baixos | +1 min 10 s     |
| 7.                               | Quinten Hermans        | Bélgica       | +1 min 24 s     |
| 8.                               | Marcel Meisen          | Alemanha      | +1 min 29 s     |
| 9.                               | Jens Adams             | Bélgica       | +1 min 31 s     |
| 10.                              | Gianni Vermeersch      | Bélgica       | +1 min 33 s     |

#### Mulheres Carreira feminina
| Pos                              | Ciclista        | País           | Tempo       |
| -------------------------------- | --------------- | -------------- | ----------- |
|                                  | Sanne Cant      | Bélgica        | 47 min 53 s |
| Medalha de prata, Copa do Mundo  | Lucinda Brand   | Países Baixos  | +9 s        |
| Medalha de bronze, Copa do Mundo | Marianne Vos    | Países Baixos  | +15 s       |
| 4.                               | Denise Betsema  | Países Baixos  | +25 s       |
| 5.                               | Annemarie Worst | Países Baixos  | +34 s       |
| 6.                               | Jolanda Neff    | Suíça          | +1 min 16 s |
| 7.                               | Kaitlin Keough  | Estados Unidos | +1 min 21 s |
| 8.                               | Nikki Brammeier | Reino Unido    | +1 min 37 s |
| 9.                               | Sophie de Boer  | Países Baixos  | +1 min 59 s |
| 10.                              | Ellen Van Loy   | Bélgica        | +2 min 5 s  |

## Principais óbitos
- 7 de março : Kelly Catlin, 23 anos, ciclista em estrada e ciclista em pista estadounidense. 3 de novembro 1995.
- 5 de agosto : Bjorg Lambrecht, 22 anos, ciclista em estrada belga. ( 2 de abril 1997).
- Raymond Poulidor
- Felice Gimondi
- 5 de novembro : André Zimmermann